# Audi A7 Sportback
Audi A7 Sportback – samochód osobowy klasy wyższej produkowany pod niemiecką marką Audi w latach 2010–2025.

## Pierwsza generacja

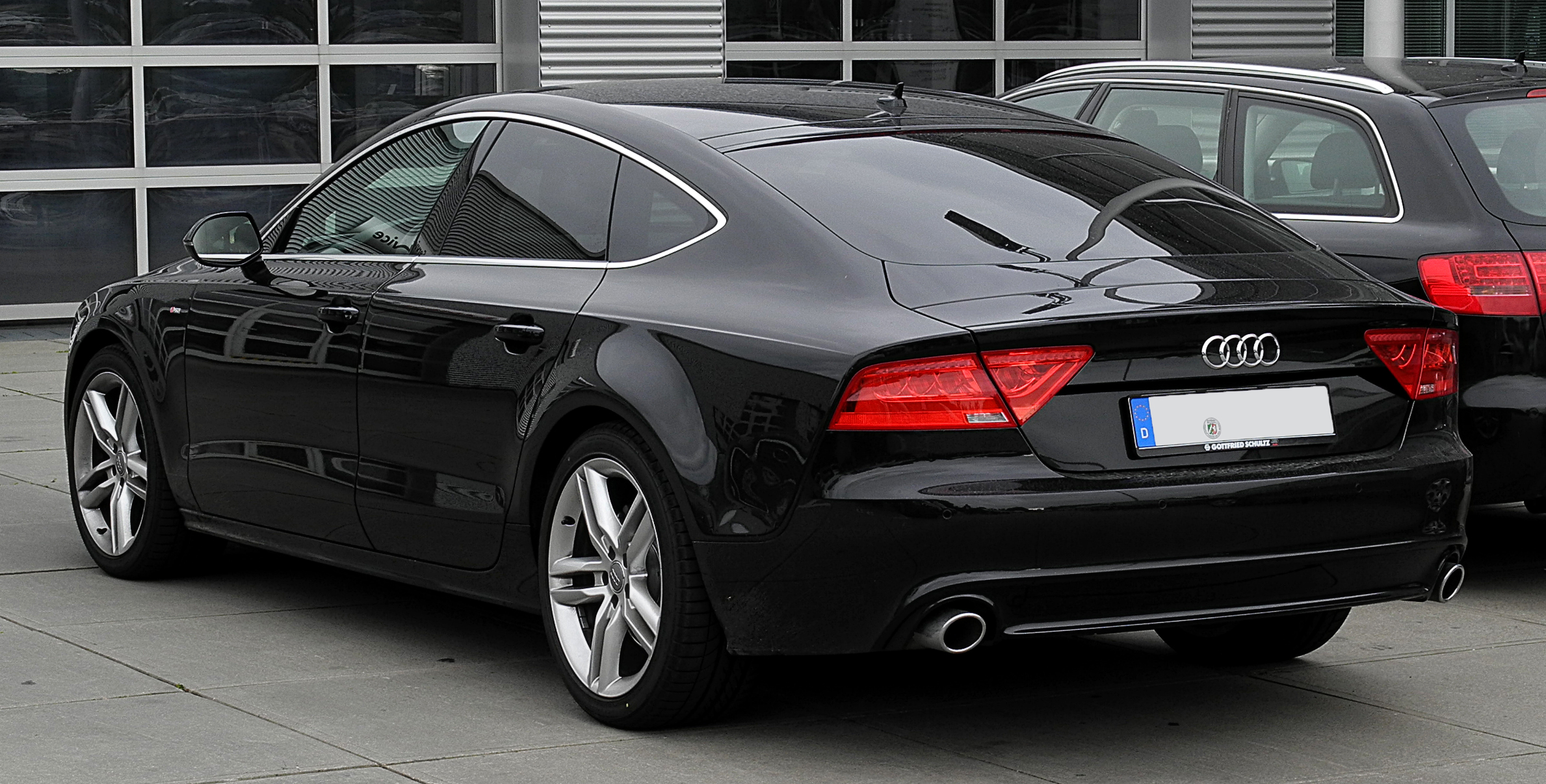
Audi A7 Sportback I – tył

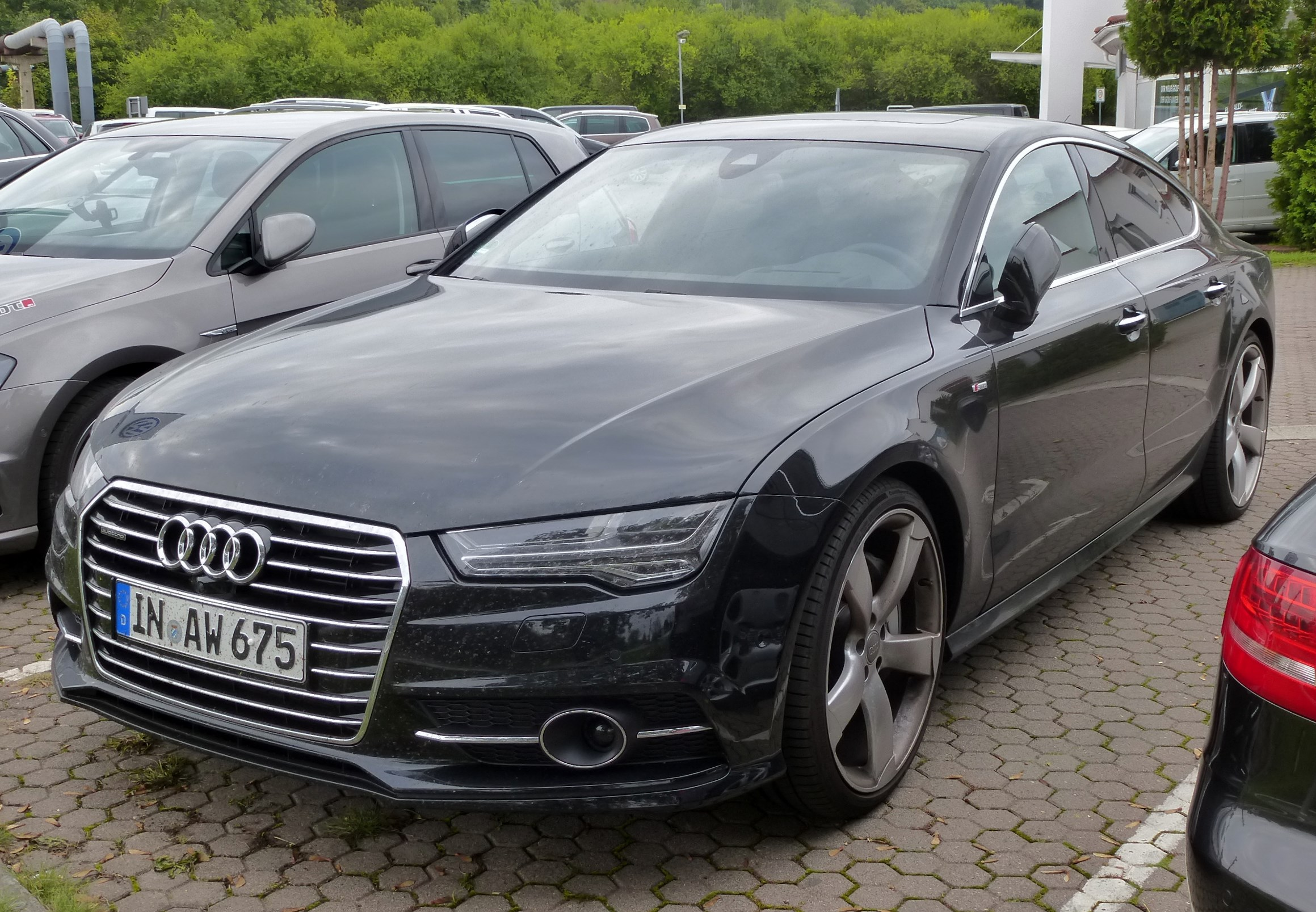
Audi A7 Sportback I po liftingu

Audi A7 Sportback I został zaprezentowany po raz pierwszy 26 lipca 2010 roku.
Nadwozie pojazdu w dużym stopniu wykonane zostało z aluminium i nowoczesnej stali.
W roku 2013 na targach motoryzacyjnych w Detroit zadebiutowała sportowa wersja modelu – RS 7 Sportback. Samochód napędzany jest silnikiem 4.0 TFSI o mocy 412 kW (560 KM). Od 0 do 100 km/h przyspiesza w 3,9 sekundy, a na życzenie klient może zrezygnować z fabrycznego ograniczenia prędkości maksymalnej, która w tym wypadku wynosi nawet 305 km/h. Średnie spalanie to 9,8 l benzyny na 100 km. RS 7 Sportback standardowo wyposażony jest w napęd na cztery koła quattro.
Wiosną 2014 roku samochód został poddany liftingowi. Zmieniono głównie przednią część nadwozia, w tym zderzak, osłonę chłodnicy i kształt świateł. Te ostatnie standardowo wykonane są w technologii LED. Jednocześnie zwiększono poziom wyposażenia, a także zmodyfikowano ofertę jednostek napędowych.

### Wyposażenie[3]
Standardowo pojazd wyposażony jest w reflektory bi-ksenonowe z wbudowaną nowoczesną funkcją świateł na każda pogodę, które zastępują klasyczne reflektory przeciwmgielne oraz diodowe światła tylne, system MMI z centralnym pokrętłem menu, który łączy system nawigacji z twardym dyskiem; podgrzewane dysze spryskiwaczy, alarm, czujniki deszczu i zmierzchu, spojler z tyłu pojazdu wysuwany przy prędkości 130 km/h, funkcję Start/Stop, 17-calowe alufelgi, elektryczne sterowanie szyb i elektryczne sterowanie lusterek.
Opcjonalnie samochód wyposażyć można m.in. w reflektory diodowe w technologii LED. Diodowa technika Audi Matrix polega na podziale przednich reflektorów samochodu na szereg małych, pojedynczych diod, które współpracują z połączonymi szeregowo soczewkami lub elementami odblaskowymi. Zarządzane szybkim sterownikiem, zależnie od sytuacji na drodze, włączają się i wyłączają lub zmieniają intensywność świecenia. Dzięki temu, zawsze precyzyjnie doświetlają drogę i oświetlają maksymalnie duży obszar, bez potrzeby stosowania mechanizmu regulującego położenie reflektorów. Gdy podczas jazdy specjalna kamera zidentyfikuje pojazdy nadjeżdżające z przeciwka, to reflektory Audi Matrix automatycznie dostosują zasięg i moc świateł drogowych, wyłączając odpowiednie zespoły diod. System pracuje tak precyzyjnie, że nadjeżdżające z naprzeciwka lub wyprzedzane pojazdy nie są oślepiane, natomiast przestrzeń pomiędzy samochodami oraz wokół auta jest nadal doskonale oświetlona. Im bliżej znajduje się nadjeżdżający pojazd, tym więcej diod wyłącza się lub przyciemnia. Po zakończeniu manewru wyprzedzania, światła drogowe świecą znów pełną mocą, na nowo włączając przyciemnione wcześniej sekcje diod.
Audi A7 wyposażono również w wyświetlacz Head-up,wyświetlający na przedniej szybie, na wysokości wzroku kierowcy, wszystkie najważniejsze informacje dotyczące np. prędkości, czy przebytych odległości, lusterka zewnętrzne z funkcją przeciwoślepieniową, kamerę na podczerwień z funkcją wykrywania pieszych, powiększony o 10 l zbiornik paliwa, Adaptive air suspension oraz szklany dach, 18, 19 i 20-calowe alufelgi; Adaptive Cruise Control z systemem Audi pre sense front, ogrzewanie postojowe oraz wspomaganie domykania drzwi, przyciemnione szyby, osłonę przeciwsłoneczną na tylnej szybie, trójramienną skórzaną kierownicę z funkcją zmiany przełożeń, elektryczną regulację przednich foteli z funkcją pamięci ustawień kierowcy.

## Dane techniczne
|                                                            | 2.0 TFSI                              | 2.8 FSI                                                                | 3.0 TFSI                                                               | 3.0 TFSI                                                               | 3.0 TFSI                                                               | 4.0 TFSI (S7)                                                          | 4.0 TFSI (S7)                                                          | 4.0 TFSI (RS7)                                                            |
| ---------------------------------------------------------- | ------------------------------------- | ---------------------------------------------------------------------- | ---------------------------------------------------------------------- | ---------------------------------------------------------------------- | ---------------------------------------------------------------------- | ---------------------------------------------------------------------- | ---------------------------------------------------------------------- | ------------------------------------------------------------------------- |
| Dostępność dla zamawiających:                              | od 11/2014                            | 07/2010–05/2014                                                        | 07/2010–04/2012                                                        | 04/2012–05/2014                                                        | od 05/2014                                                             | 04/2012–05/2014                                                        | od 05/2014                                                             | od 08/2013                                                                |
| Rodzaj silnika:                                            | Silnik rzędowy, wtrysk bezpośredni    | Silnik widlasty, wtrysk bezpośredni, system dezaktywacji cylindrów COD | Silnik widlasty, wtrysk bezpośredni, system dezaktywacji cylindrów COD | Silnik widlasty, wtrysk bezpośredni, system dezaktywacji cylindrów COD | Silnik widlasty, wtrysk bezpośredni, system dezaktywacji cylindrów COD | Silnik widlasty, wtrysk bezpośredni, system dezaktywacji cylindrów COD | Silnik widlasty, wtrysk bezpośredni, system dezaktywacji cylindrów COD | Silnik widlasty, wtrysk bezpośredni, system dezaktywacji cylindrów COD    |
| Doładowanie silnika:                                       | Turbosprężarkowe                      | –                                                                      | Kompresor                                                              | Kompresor                                                              | Kompresor                                                              | Sprężarka biturbo                                                      | Sprężarka biturbo                                                      | Sprężarka biturbo                                                         |
| Cylindry/zawory:                                           | 4/20                                  | 6/24                                                                   | 6/24                                                                   | 6/24                                                                   | 6/24                                                                   | 8/32                                                                   | 8/32                                                                   | 8/32                                                                      |
| Pojemność:                                                 | 1984 cm³                              | 2773 cm³                                                               | 2995 cm³                                                               | 2995 cm³                                                               | 2995 cm³                                                               | 3993 cm³                                                               | 3993 cm³                                                               | 3993 cm³                                                                  |
| Maksymalna moc/przy liczbie obrotów na min.−1:             | 185 kW (252 PS)/ 5000–6000            | 150 kW (204 PS)/ 5250–6250                                             | 220 kW (300 PS)/ 5250–6500                                             | 228 kW (310 PS)/ 5500–6500                                             | 245 kW (333 PS)/ 5300–6500                                             | 309 kW (420 PS)/ 5500–6400                                             | 331 kW (450 PS)/ 5800–6400                                             | 412 kW (560 PS)/ 5700–6600                                                |
| Maksymalny moment obrotowy/przy liczbie obrotów na min.−1: | 370 Nm/1600–4500                      | 280 Nm/3000–5000                                                       | 440 Nm/2900–4500                                                       | 440 Nm/2900–4500                                                       | 440 Nm/2900–5300                                                       | 550 Nm/1400–5200                                                       | 550 Nm/1400–5700                                                       | 700 Nm/1750–5500                                                          |
| Rodzaj napędu, standardowo:                                | Napęd na przednią oś                  | Napęd na przednią oś                                                   | Napęd na 4 koła quattro                                                | Napęd na 4 koła quattro                                                | Napęd na 4 koła quattro                                                | Napęd na 4 koła quattro                                                | Napęd na 4 koła quattro                                                | Napęd na 4 koła quattro                                                   |
| Rodzaj napędu, opcjonalnie:                                | Napęd na 4 koła quattro               | Napęd na 4 koła quattro                                                | –                                                                      | –                                                                      | –                                                                      | –                                                                      | –                                                                      | –                                                                         |
| Skrzynia biegów, standardowo:                              | 7-biegowa S tronic                    | multitronic                                                            | 7-biegowa S tronic                                                     | 7-biegowa S tronic                                                     | 7-biegowa S tronic                                                     | 7-biegowa S tronic                                                     | 7-biegowa S tronic                                                     | 8-biegowa tiptronic                                                       |
| Skrzynia biegów, opcjonalnie:                              | –                                     | 7-biegowa S tronic                                                     | –                                                                      | –                                                                      | –                                                                      | –                                                                      | –                                                                      | –                                                                         |
| Masa własna pojazdu:                                       | 1730 kg                               | 1735–1805 kg                                                           | 1860 kg                                                                | 1860 kg                                                                | 1885 kg                                                                | 2020 kg                                                                | 2030 kg                                                                | 1995–2005 kg                                                              |
| Maksymalna ładowność:                                      | 610 kg                                | 550 kg                                                                 | 550 kg                                                                 | 610 kg                                                                 | 610 kg                                                                 | 610 kg                                                                 | 610 kg                                                                 | 585 kg                                                                    |
| Przyspieszenie 0–100 km/h:                                 | 6,9 s                                 | 7,9–8,3 s                                                              | 5,6 s                                                                  | 5,6 s                                                                  | 5,3 s                                                                  | 4,7 s                                                                  | 4,6 s                                                                  | 3,9 s                                                                     |
| Prędkość maksymalna:                                       | 250 km/h (ograniczona elektronicznie) | 235 km/h                                                               | 250 km/h (ograniczona elektronicznie)                                  | 250 km/h (ograniczona elektronicznie)                                  | 250 km/h (ograniczona elektronicznie)                                  | 250 km/h (ograniczona elektronicznie)                                  | 250 km/h (ograniczona elektronicznie)                                  | 250 km/h (ograniczona elektronicznie) za dopłatą do 280 km/h lub 305 km/h |
| Spalanie na 100 km w cyklu mieszanym:                      | 5,9 l E95                             | 7,4–8,0 l E95                                                          | 8,2 l E95                                                              | 8,2 l E95                                                              | 7,6 l E95                                                              | 9,6 l E95                                                              | 9,3 l E95                                                              | 9,5–9,8 l E95                                                             |
| Emisja CO2 w cyklu mieszanym:                              | 137 g/km                              | 172–187 g/km                                                           | 190 g/km                                                               | 190 g/km                                                               | 176 g/km                                                               | 225 g/km                                                               | 215 g/km                                                               | 221–229 g/km                                                              |
| Norma emisji spalin według klasyfikacji UE:                | Euro 6                                | Euro 5                                                                 | Euro 5                                                                 | Euro 5                                                                 | Euro 6                                                                 | Euro 5                                                                 | Euro 6                                                                 | Euro 6 do 07/2014: Euro 5                                                 |

|                                                            | 3.0 TDI                                                                | 3.0 TDI ultra                                       | 3.0 TDI clean diesel                                | 3.0 TDI | 3.0 TDI clean diesel                                | 3.0 TDI                                             | 3.0 TDI clean diesel                                | 3.0 TDI competition                                     |
| ---------------------------------------------------------- | ---------------------------------------------------------------------- | --------------------------------------------------- | --------------------------------------------------- | --- | --------------------------------------------------- | --------------------------------------------------- | --------------------------------------------------- | ------------------------------------------------------- |
| Dostępność dla zamawiających:                              | 10/2010–05/2014                                                        | od 05/2014                                          | od 05/2014                                          | 07/2010–05/2014 | od 05/2014                                          | 12/2011–05/2014                                     | od 05/2014                                          | od 08/2014                                              |
| Rodzaj silnika:                                            | Widlasty, wtrysk Common Rail, filtr cząstek stałych                    | Widlasty, wtrysk Common Rail, filtr cząstek stałych | Widlasty, wtrysk Common Rail, filtr cząstek stałych | Widlasty, wtrysk Common Rail, filtr cząstek stałych | Widlasty, wtrysk Common Rail, filtr cząstek stałych | Widlasty, wtrysk Common Rail, filtr cząstek stałych | Widlasty, wtrysk Common Rail, filtr cząstek stałych | Widlasty, wtrysk Common Rail, filtr cząstek stałych     |
| Doładowanie silnika:                                       | Turbosprężarka                                                         | Turbosprężarka                                      | Turbosprężarka                                      | Turbosprężarka | Turbosprężarka                                      | Sprężarka biturbo                                   | Sprężarka biturbo                                   | Sprężarka biturbo                                       |
| Cylindry/zawory:                                           | 6/24                                                                   | 6/24                                                | 6/24                                                | 6/24 | 6/24                                                | 6/24                                                | 6/24                                                | 6/24                                                    |
| Pojemność:                                                 | 2967 cm³                                                               | 2967 cm³                                            | 2967 cm³                                            | 2967 cm³ | 2967 cm³                                            | 2967 cm³                                            | 2967 cm³                                            | 2967 cm³                                                |
| Moc maksymalna/przy liczbie obrotów na min.−1:             | 150 kW (204 KM)/ 3250–4500                                             | 160 kW (218 KM)/ 4000–4750                          | 160 kW (218 KM)/ 3250–4500                          | 180 kW (245 KM)/ 4000–4500 | 200 kW (272 KM)/ 3500–4250                          | 230 kW (313 KM)/ 3900–4500                          | 235 kW (320 KM)/ 3900–4600                          | 240 kW (326 KM)/ 4000–4500 moc chwilowa 255 kW (346 KM) |
| Maksymalny moment obrotowy/przy liczbie obrotów na min.−1: | 400 Nm/1250–3500 450 Nm/1250–3500 przy napędzie na cztery koła quattro | 400 Nm/1250–3750                                    | 500 Nm/1250–3000                                    | 580 Nm/1750–2500 do 04/2012 – 500 Nm/1400–3250 | 580 Nm/1500–3250                                    | 650 Nm/1450–2800                                    | 650 Nm/1400–2800                                    | 650 Nm/1400–2800                                        |
| Rodzaj napędu, standardowo:                                | Napęd na przednią oś                                                   | Napęd na przednią oś                                | Napęd na 4 koła quattro                             | Napęd na 4 koła quattro | Napęd na 4 koła quattro                             | Napęd na 4 koła quattro                             | Napęd na 4 koła quattro                             | Napęd na 4 koła quattro                                 |
| Rodzaj nap, opcjonalnie:                                   | Napęd na 4 koła quattro                                                | –                                                   | –                                                   | – | –                                                   | –                                                   | –                                                   | –                                                       |
| Skrzynia biegów, standardowo:                              | multitronic                                                            | 7-biegowa S tronic                                  | 7-biegowa S tronic                                  | 7-Gang-S tronic/ automatyczna 8-biegowa tiptronic 3.0 TDI quattro od 04/2012 do 04/2013 z 8-biegową skrzynią tiptronic, wcześniej i później z 7-biegową skrzynią S tronic; 3.0 TDI clean diesel quattro przez cały czas z 7-biegową skrzynią S tronic | 7-biegowa S tronic                                  | 8-biegowa tiptronic                                 | 8-biegowa tiptronic                                 | 8-biegowa tiptronic                                     |
| Skrzynia biegów, opcjonalnie:                              | 7-biegowa S tronic                                                     | –                                                   | –                                                   | – | –                                                   | –                                                   | –                                                   | –                                                       |
| Masa własna pojazdu:                                       | 1770–1860 kg                                                           | 1830 kg                                             | 1900 kg                                             | 1860–1895 kg | 1905 kg                                             | 1925 kg                                             | 1970 kg                                             | 2000 kg                                                 |
| Maksymalna ładowność:                                      | 550–610 kg                                                             | 610 kg                                              | 610 kg                                              | 550–610 kg | 610 kg                                              | 610 kg                                              | 610 kg                                              | 610 kg                                                  |
| Przyspieszenie od 0 do 100 km/h:                           | 7,4–7,9 s                                                              | 7,3 s                                               | 6,8 s                                               | 6,3–6,4 s | 5,7 s                                               | 5,3 s                                               | 5,2 s                                               | 5,1 s                                                   |
| Prędkość maksymalna:                                       | 235 km/h                                                               | 239 km/h                                            | 239 km/h                                            | 250 km/h (ograniczona elektronicznie) | 250 km/h (ograniczona elektronicznie)               | 250 km/h (ograniczona elektronicznie)               | 250 km/h (ograniczona elektronicznie)               | 250 km/h (ograniczona elektronicznie)                   |
| Spalanie na 100 km w cyklu mieszanym:                      | 5,1–5,8 l ON                                                           | 4,7 l ON                                            | 5,2 l ON                                            | 5,9–6,0 l ON | 5,2 l ON                                            | 6,4 l ON                                            | 6,1 l ON                                            | 6,1 l ON                                                |
| Emisja CO2 w cyklu mieszanym:                              | 135–152 g/km                                                           | 122 g/km                                            | 136 g/km                                            | 156–158 g/km | 136 g/km                                            | 169 g/km                                            | 162 g/km                                            | 162 g/km                                                |
| Norma emisji spalin według klasyfikacji UE:                | Euro 5                                                                 | Euro 6                                              | Euro 6                                              | Euro 5/Euro 6 Euro 5 w 3.0 TDI quattro, Euro 6 w 3.0 TDI clean diesel quattro | Euro 6                                              | Euro 5                                              | Euro 6                                              | Euro 6                                                  |

## Druga generacja

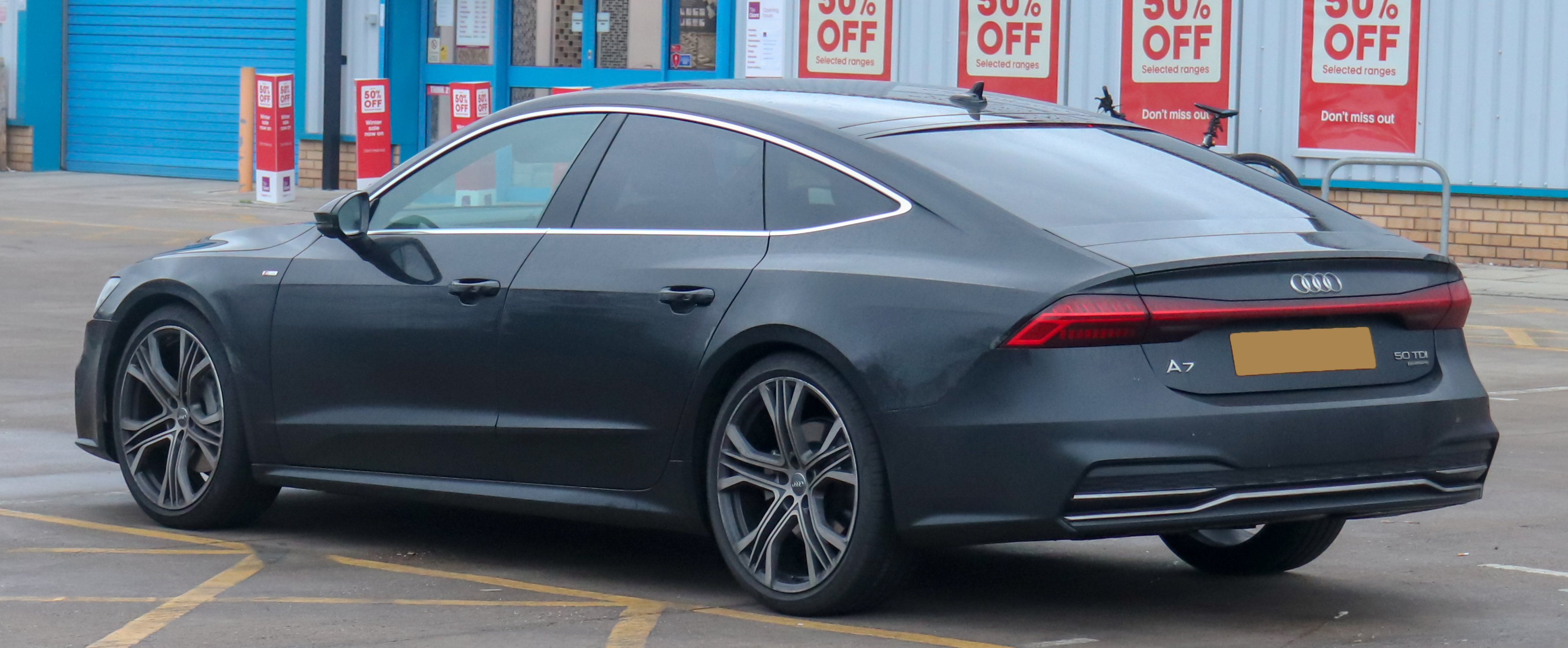
Audi A7 Sportback II – tył

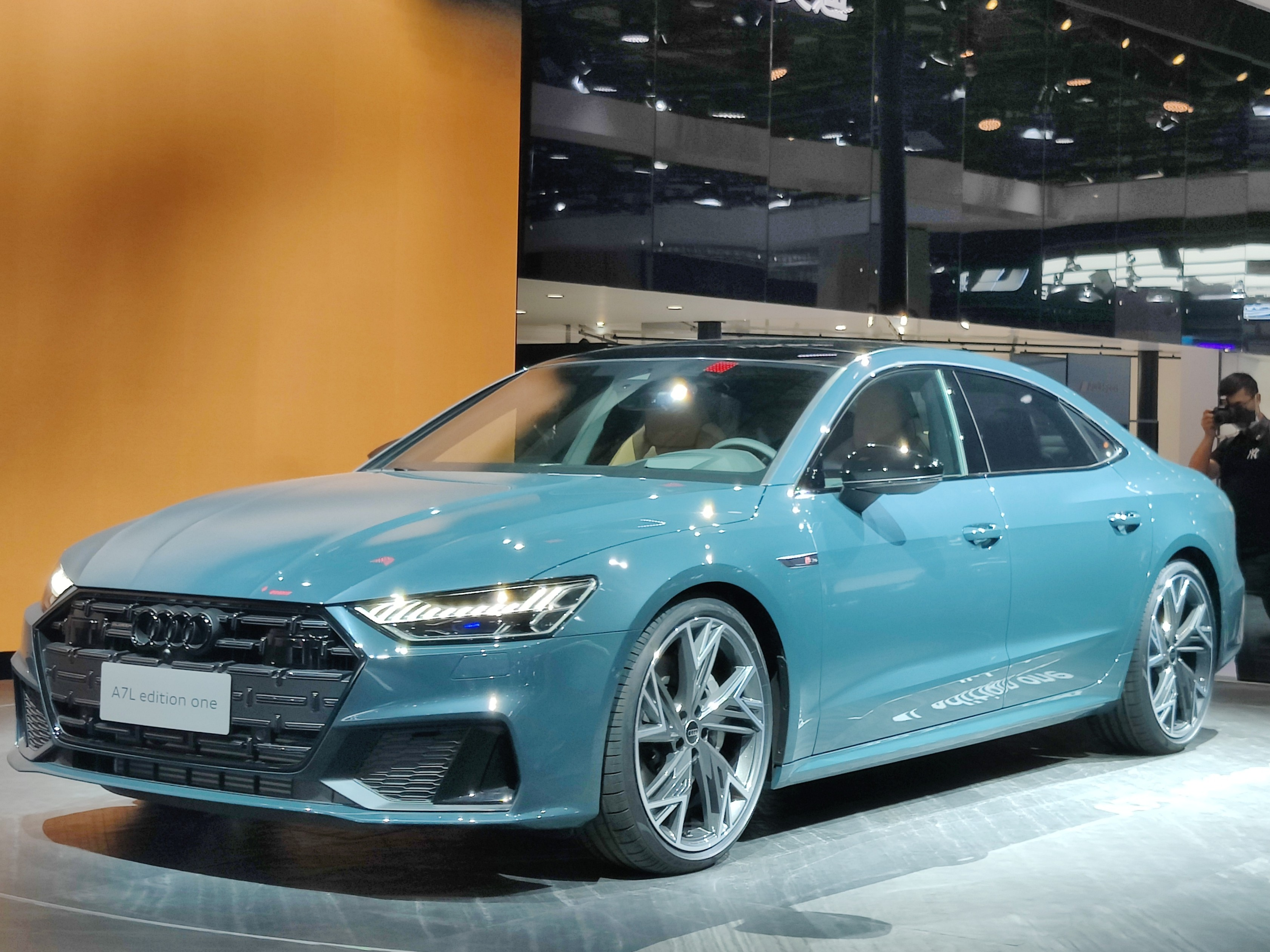
Audi A7L

Audi A7 Sportback II została po raz pierwszy zaprezentowana 19 października 2017 roku.
Druga generacja Audi A7 Sportback pod względem stylistycznym przywodzi na myśl koncept o nazwie Prologue Coupe, a także czwartą generację Audi A8. Pięciodrzwiowe coupe mierzy 4969 mm długości, 1908 mm szerokości, 1422 mm wysokości przy rozstawie osi 2926 mm. W jego bagażniku pomieści się od 535 do 1390 l. Zamówienia na ten model będzie można składać od początku 2018 roku, a pierwsze egzemplarze trafią do właścicieli w drugim kwartale tego samego roku. W momencie debiutu Audi A7 Sportback dostępne będzie z jednostką 3.0 TFSI V6 o mocy 340 KM i 500 Nm maksymalnego momentu obrotowego. Silnik ma współpracować z automatyczną, dwusprzęgłową, 7-biegową przekładnią S tronic oraz napędem Quattro. W takiej konfiguracji Audi jest w stanie rozpędzić się od 0 do 100 km/h w 5,3 s i osiągnąć ograniczoną elektronicznie prędkość maksymalną 250 km/h. Zgodnie ze standardami NEDC, samochód ma zadowalać się średnim zużyciem paliwa na poziomie 6,8 l/100 km i emitować przy tym 154 g CO na każdy przejechany kilometr. Drugą oferowaną w Audi A7 jednostką jest V6 TDI o mocy 286 KM i momencie 620 Nm. Wysokoprężne Audi A7 nosi oznaczenie 50 TDI i do 100 km/h rozpędza się w 5,7 s.

### Lifting
Pod koniec maja 2023 roku samochód przeszedł subtelny lifting. Najbardziej zmodyfikowano przedni grill i zderzak. Gruntownie zmieniona została także gama kół. Każda linia wyposażenia charakteryzuje się unikalnymi elementami stylistycznymi z przodu i z tyłu pojazdu.